# Heinrich Bock (Weihbischof)

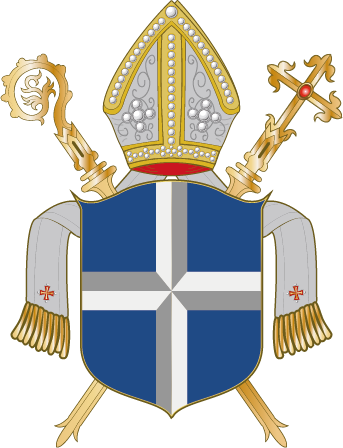
Wappen des Bistums Speyer

Heinrich Bock (* um 1395 in Köln; † 14. Oktober 1443 in Speyer) war ein Karmeliterpater, Titularbischof von Myra und Weihbischof im Bistum Speyer.

## Leben und Wirken
Laut dem Historiker Hermann Joseph Hartzheim stammte er aus einer adeligen Familie mit Namen Bock und trat um 1420 in das Karmeliterkloster Köln ein. 1422 versetzte man ihn als Lektor ins Karmeliterkloster Speyer. Bald übernahm Heinrich Bock als Prior die Leitung des Konvents.
Im Frühjahr 1426 ernannte ihn der Speyerer Bischof Raban von Helmstatt zu seinem Weihbischof und er wurde von Papst Martin V. als Titularbischof von Myra bestätigt. Bock blieb auch später unter Bischof Reinhard von Helmstatt in dieser Stellung und behielt sie bis zu seinem Tod. In den römischen Dokumenten wird er als Henricus de Colonia (Heinrich von Köln) geführt.
U. a. gründete er 1426 im Speyerer Karmeliterkloster eine Sebastianus-Bruderschaft und errichtete dafür eine eigene Kapelle, deren Altar er auch weihte. Er starb 1443 in Speyer und wurde in der dortigen Karmeliterkirche beigesetzt. Laut überlieferter Epitaphinschrift war er Magister und Doktor der Theologie.
Sein Nachfolger als Karmeliterprior in Speyer wurde noch im gleichen Jahr Petrus Spitznagel, der 1444 auch das Amt des Speyerer Weihbischofs übernahm.